# Luís Dill
Luís Dill (Porto Alegre, abril de 1965) é um escritor e jornalista brasileiro.

## Biografia
É formado em Jornalismo pela PUC / RS. Como jornalista já atuou em assessoria de imprensa, jornal, rádio, televisão e Internet. Atualmente é Produtor Executivo da Rádio FM Cultura na capital gaúcha onde reside. Como escritor estreou em 1980 com a novela policial juvenil "A caverna dos diamantes". Possui mais de 40 livros publicados além de participações em diversas coletâneas. Também é colaborador de jornais e de revistas. Já foi finalista de alguns prêmios literários tendo recebido o Açorianos na categoria Conto pelo livro "Tocata e fuga" (Bertrand Brasil) e na categoria Juvenil com os livros "De carona, com nitro" (Artes e Ofícios) e "Decifrando Ângelo" (Scipiome). Recebeu o prêmio Livro do Ano da Associação Gaúcha dos Escritores na categoria Poesia com o livro "Estações da poesia" (Positivo). Também foi laureado com o terceiro lugar do prêmio Biblioteca Nacional na categoria Juvenil com o livro "O estalo" (Positivo). "Destino sombrio" (Companhia das Letras) recebeu o selo Altamente Recomendável da Fundação Nacional do Livro Infantil e Juvenil. Na sua atividade de escritor, participa de feiras do livro e de variados tipos de encontros com leitores em escolas e universidades.

## Obras
- Cocozaldo (editora Atica, 2014)
- A lenda do tesouro farroupilha (Editora Ática, 2010)
- O estalo (2010)
- Tocata e fuga (2007)
- Labirinto no escuro
- Sombras no Asfalto
- Jubarte
- De Carona Com Nitro (Joaocare & Luís Dill)
- Do coração de Telmah
- 80 Degraus
- Pelé o Nascimento de Uma Lenda

1. ↑  «Luís Dill - Escritor - conto, romance, miniconto, novela - infantil, infanto-juvenil, adulto - Rio Grande do Sul / RS». www.luisdill.com.br. Consultado em 5 de setembro de 2019